# ازتيكا 7
قناة ازتيكا 7، هي محطة تلفزيونية خاصة مملوكة لشركة تلفيزيون الازتيكا. تميزت برمجتها ذات الطابع العام، بوجود برامج للمراهقين والأطفال رسوم متحركة ومسلسلات كوميدية، مما جعلها المنافس الرئيسي على المستوى الوطني في التلفزيون المفتوح للقناة 5*. في الوقت الحالي، تُنتج برامج مواضيعية متنوعة، مثل المسلسلات والأفلام وعروض حقيقة وألعاب رياضية دولية مثيرة، وعروض المصارعة والملاكمة.
في الوقت الحاضر، تنقل قناة ازتيكا 7 بإشارة مفتوحة إلى الأراضي المكسيكية 24 ساعة في اليوم (وسط المكسيك). بالطريقة نفسها، يدري توزيعها بواسطة شركات الكبلات، وفي الفضائيات عبر نظام سكاي المكسيك، ومنذ سبتمبر 2013 ، صار البث متاحًا عبر دش المكسيك. تتوفر ازتيكا 7 بدقة عالية في العديد من مدن البلاد.
في عام 2015، أُلغيت البرامج الصباحية بسبب تدابير التقشف في الشركة الأم خلال الأسبوع، وتُبث المسلسلات الأجنبية وبعض البرامج الخاصة. في عطلة نهاية الأسبوع، معظم برامجها هي أفلام عالمية. لديهم أيضًا برنامج رياضي مثل مساحات بوكس ازتيكا ولوتشا ازتيكا الدوري المكسيكي لكرة القدم.

## الشعارات المستخدمة
| فترة                     | شعار مميز                                                                |
| ------------------------ | ------------------------------------------------------------------------ |
| 1998 - 1999              | الازتيكا 7                                                               |
| 2001 - 2005              | اشعر بقناة ازتيكا 7                                                      |
| 2006                     | قناتك اختيارك                                                            |
| 2006                     | القناة مفقودة                                                            |
| 2007 - فبراير 2011       | افتح عالمك                                                               |
| 2011                     | نحن نقدم لك ما يمكن الحديث عنه.                                          |
| 2012 - 2014              | نقدم لك سببًا آخر للحديث عنه.                                             |
| 2015 - سبتمبر 2016       | نحن نقدم لك المزيد للحديث عنه.                                           |
| أكتوبر 2016 - يوليو 2017 | أقل بلا بلا                                                              |
| أغسطس 2017 - الأخبار     | نحن نقدم لك ما يمكن الحديث عنه. كل ما يدور في رأسك تجد علي قناة ازتيكا 7 |
| 2018 (حتى 16 يوليو 2018) | قناة كأس العالم.                                                         |

## الروابط الخارجية
- الموقع الرسمي للقناة